# Ray Wilkins
Raymond Colin Wilkins MBE (* 14. September 1956 in Hillingdon, Middlesex; † 4. April 2018 in London) war ein englischer Fußballspieler und -trainer.

## Karriere als Spieler

### Frühe Jahre
Der englische Mittelfeldspieler Ray Wilkins wurde seit seiner Kindheit Butch gerufen. Seine Profikarriere begann er 1973 beim FC Chelsea. Bereits mit 19 Jahren wurde er 1975 Mannschaftskapitän von Chelsea und gab 1976 sein Debüt in der Englischen Nationalmannschaft. Er wurde auch in der Nationalmannschaft schnell Stammspieler und blieb es bis 1986. Insgesamt brachte er es auf 84 Länderspiele, schoss dabei drei Tore und war bei zehn Länderspielen Mannschaftskapitän.
1979 wechselte Wilkins zu Manchester United. In seine Zeit bei Manchester fiel auch seine beste mit der Nationalmannschaft. Erstmals seit der Fußball-Weltmeisterschaft 1970 nahm England mit Wilkins wieder an einem großen Turnier teil. Bei der Fußball-Europameisterschaft 1980 in Italien kam England jedoch nicht über die Gruppenphase hinaus. Im ersten Gruppenspiel gegen Belgien brachte er England mit 1:0 in Führung durch eines der schönsten Tore dieser EM: Wilkins überwand mit einem Lupfer die Abseitsfalle der belgischen Verteidigung, erlief sich den Ball dann wieder und hob ihn aus vollem Lauf über Jean-Marie Pfaff hinweg ins Tor. Das Spiel endete jedoch 1:1.
Bei der Weltmeisterschaft 1982 in Spanien startete seine Mannschaft vielversprechend und wurde vor Frankreich Gruppensieger. In der zweiten Finalrunde nach zwei 0:0 gegen Deutschland und Spanien schied England jedoch wieder aus.

### Fremde Ligen
1984 wechselte Wilkins als einer der wenigen britischen Spieler in die italienische Serie A zur AC Mailand. Zwar blieb dort der Erfolg aus, doch wurde er von Englands Nationalcoach Bobby Robson zur WM 1986 nach Mexiko eingeladen. Im Gruppenspiel gegen Marokko erhielt Wilkins die einzige rote Karte seiner Laufbahn, nachdem er mit einer Schiedsrichterentscheidung nicht einverstanden war und den Ball in Richtung Schiedsrichter warf und diesen traf. Er wurde daraufhin für zwei Spiele gesperrt und kam nicht mehr bei dieser WM zum Einsatz. Seine Nationalmannschaftskarriere beendete er im November 1986.
1987 spielte er kurz für Paris Saint-Germain und wechselte dann zurück auf die Britischen Inseln zu den Glasgow Rangers.

### Zurück bei Queens Park Rangers
1989 kehrte er nach zehn Jahren wieder nach London zurück, um für die Queens Park Rangers zu spielen.

## Karriere als Trainer

### Fulham, Chelsea, Watford, Millwall
1997 wurde Wilkins Trainer beim FC Fulham gemeinsam mit seinem ehemaligen Nationalmannschaftskollegen Kevin Keegan. Mohamed Al-Fayed entließ ihn jedoch in der ersten Saison noch vor den erreichten Play-offs zum Aufstieg in die Premier League. Keegan führte die Mannschaft allein weiter. Als Assistent von Gianluca Vialli arbeitete er für Chelsea und Watford. In den nächsten Jahren arbeitete er als Fernsehkommentator von Fußballspielen und kam als Assistent von Spielertrainer Dennis Wise 2003 zurück auf die Trainerbank, diesmal beim FC Millwall, und erreichte mit dem zweitklassigen Verein das FA-Cup-Finale 2004.

### England U-21
Von 2004 bis 2007 war Butch Wilkins Assistent von Peter Taylor für die englische U-21-Auswahl. Der neue Coach Stuart Pearce verzichtete auf die Dienste von Wilkins.

### Chelsea
Im September 2008 holte der FC Chelsea Wilkins als Assistenztrainer von Luiz Felipe Scolari. Nach dessen Entlassung übernahm Wilkins am 9. Februar 2009 die Mannschaft für zwei Tage als Interimstrainer, bis Guus Hiddink als Nachfolger von Scolari eingestellt wurde. Im Herbst 2010 wurde Wilkins freigestellt.

### Jordanien
2014 übernahm er das Traineramt bei der jordanischen Fußballnationalmannschaft, mit der er an der Fußball-Asienmeisterschaft 2015 teilnahm.

## Privates
Wilkins war Athletenbotschafter der Entwicklungshilfeorganisation Right to Play.
Ray Wilkins starb im April 2018 im Alter von 61 Jahren in London, nachdem er am 30. März 2018 nach einem Herzstillstand in ein künstliches Koma versetzt worden war.

## Erfolge
- Schottischer Meister: 1989